# Tour de la Communauté valencienne 2020
Le Tour de la Communauté valencienne 2020 (officiellement nommé Volta a la Comunitat Valenciana 2020) est la 71e édition de cette course cycliste par étapes masculine. Il a lieu en Espagne du 5 au 9 février 2020. Il se déroule entre Castelló de la Plana et Valence sur un parcours de 804 km et fait partie du calendrier UCI ProSeries 2020 en catégorie 2.Pro et de la Coupe d'Espagne.

## Présentation

### Parcours
Le Tour de la Communauté valencienne est tracé sur cinq étapes. L'étape-reine a lieu la veille de l'arrivée avec quatre ascensions et une arrivée au sommet au programme.

### Équipes
21 équipes participent à la course - 12 WorldTeams, 7 ProTeams et 2 équipes continentales :
| WorldTeams (12)- Astana - Movistar Team - Deceuninck-Quick Step - Ineos - Jumbo-Visma - UAE Team Emirates - CCC Team - Lotto Soudal - Mitchelton-Scott - AG2R La Mondiale - Israel Start-Up Nation - Bahrain McLaren ProTeams (7)- Caja Rural-Seguros RGA - Total Direct Énergie - Burgos-BH - Euskaltel-Euskadi - Sport Vlaanderen-Baloise - Bardiani CSF Faizanè - Gazprom-RusVelo Équipes continentales (2)- Kometa-Xstra - Equipo Kern Pharma |
| |

## Étapes
| Étape     | Date   | Villes étapes                     | type              | Distance (km) | Vainqueur d'étape | Leader du classement général |
| --------- | ------ | --------------------------------- | ----------------- | ------------- | ----------------- | ---------------------------- |
| 1re étape | 5 fév. | Castelló de la Plana – Villarreal | étape de plaine   | 180           | Dylan Groenewegen | Dylan Groenewegen            |
| 2e étape  | 6 fév. | Torrent – Cullera                 | étape vallonnée   | 181           | Tadej Pogačar     | Tadej Pogačar                |
| 3e étape  | 7 fév. | Orihuela – Torrevieja             | étape vallonnée   | 174,5         | Dylan Groenewegen | Jack Haig                    |
| 4e étape  | 8 fév. | Calp – Sierra de Bernia           | étape de montagne | 167           | Tadej Pogačar     | Tadej Pogačar                |
| 5e étape  | 9 fév. | Paterna – Valence                 | étape de plaine   | 97,7          | Fabio Jakobsen    | Tadej Pogačar                |

## Déroulement de la course

### 1reétape
| \| Classement de l'étape \| Classement de l'étape \| Classement de l'étape \| Classement de l'étape \| Classement de l'étape \| \| Coureur \| Coureur \| Pays \| Équipe \| Temps \| \| --------------------- \| --------------------- \| --------------------- \| ---------------------- \| --------------------- \| \| 1er \| Dylan Groenewegen \| Pays-Bas \| Jumbo-Visma \| 4 h 07 min 40 s \| \| 2e \| Fabio Jakobsen \| Pays-Bas \| Deceuninck-Quick Step \| + 0 s \| \| 3e \| Alexander Kristoff \| Norvège \| UAE Team Emirates \| + 0 s \| \| 4e \| Ben Swift \| Royaume-Uni \| Team Ineos \| + 0 s \| \| 5e \| Juan José Lobato \| Espagne \| Fundación-Orbea \| + 0 s \| \| 6e \| Jon Aberasturi \| Espagne \| Caja Rural-Seguros RGA \| + 0 s \| \| 7e \| John Degenkolb \| Allemagne \| Lotto-Soudal \| + 0 s \| \| 8e \| Luka Mezgec \| Slovénie \| Mitchelton-Scott \| + 0 s \| \| 9e \| Iván García Cortina \| Espagne \| Bahrain McLaren \| + 0 s \| \| 10e \| Lawrence Naesen \| Belgique \| AG2R La Mondiale \| + 0 s \| |                     |             |                        |                 |
| |                     |             |                        |                 |
| |                     |             |                        |                 |
| Classement de l'étape |                     |             |                        |                 |
| Coureur | Coureur             | Pays        | Équipe                 | Temps           |
| 1er | Dylan Groenewegen   | Pays-Bas    | Jumbo-Visma            | 4 h 07 min 40 s |
| 2e | Fabio Jakobsen      | Pays-Bas    | Deceuninck-Quick Step  | + 0 s           |
| 3e | Alexander Kristoff  | Norvège     | UAE Team Emirates      | + 0 s           |
| 4e | Ben Swift           | Royaume-Uni | Team Ineos             | + 0 s           |
| 5e | Juan José Lobato    | Espagne     | Fundación-Orbea        | + 0 s           |
| 6e | Jon Aberasturi      | Espagne     | Caja Rural-Seguros RGA | + 0 s           |
| 7e | John Degenkolb      | Allemagne   | Lotto-Soudal           | + 0 s           |
| 8e | Luka Mezgec         | Slovénie    | Mitchelton-Scott       | + 0 s           |
| 9e | Iván García Cortina | Espagne     | Bahrain McLaren        | + 0 s           |
| 10e | Lawrence Naesen     | Belgique    | AG2R La Mondiale       | + 0 s           |

| \| Classement général \| Classement général \| Classement général \| Classement général \| Classement général \| \| Coureur \| Coureur \| Pays \| Équipe \| Temps \| \| ------------------ \| ------------------- \| ------------------ \| ---------------------- \| ------------------ \| \| 1er \| Dylan Groenewegen \| Pays-Bas \| Jumbo-Visma \| 4 h 07 min 40 s \| \| 2e \| Fabio Jakobsen \| Pays-Bas \| Deceuninck-Quick Step \| + 0 s \| \| 3e \| Alexander Kristoff \| Norvège \| UAE Team Emirates \| + 0 s \| \| 4e \| Ben Swift \| Royaume-Uni \| Team Ineos \| + 0 s \| \| 5e \| Juan José Lobato \| Espagne \| Fundación-Orbea \| + 0 s \| \| 6e \| Jon Aberasturi \| Espagne \| Caja Rural-Seguros RGA \| + 0 s \| \| 7e \| John Degenkolb \| Allemagne \| Lotto-Soudal \| + 0 s \| \| 8e \| Luka Mezgec \| Slovénie \| Mitchelton-Scott \| + 0 s \| \| 9e \| Iván García Cortina \| Espagne \| Bahrain McLaren \| + 0 s \| \| 10e \| Lawrence Naesen \| Belgique \| AG2R La Mondiale \| + 0 s \| |                     |             |                        |                 |
| |                     |             |                        |                 |
| |                     |             |                        |                 |
| Classement général |                     |             |                        |                 |
| Coureur | Coureur             | Pays        | Équipe                 | Temps           |
| 1er | Dylan Groenewegen   | Pays-Bas    | Jumbo-Visma            | 4 h 07 min 40 s |
| 2e | Fabio Jakobsen      | Pays-Bas    | Deceuninck-Quick Step  | + 0 s           |
| 3e | Alexander Kristoff  | Norvège     | UAE Team Emirates      | + 0 s           |
| 4e | Ben Swift           | Royaume-Uni | Team Ineos             | + 0 s           |
| 5e | Juan José Lobato    | Espagne     | Fundación-Orbea        | + 0 s           |
| 6e | Jon Aberasturi      | Espagne     | Caja Rural-Seguros RGA | + 0 s           |
| 7e | John Degenkolb      | Allemagne   | Lotto-Soudal           | + 0 s           |
| 8e | Luka Mezgec         | Slovénie    | Mitchelton-Scott       | + 0 s           |
| 9e | Iván García Cortina | Espagne     | Bahrain McLaren        | + 0 s           |
| 10e | Lawrence Naesen     | Belgique    | AG2R La Mondiale       | + 0 s           |

### 2eétape
| \| Classement de l'étape \| Classement de l'étape \| Classement de l'étape \| Classement de l'étape \| Classement de l'étape \| \| Coureur \| Coureur \| Pays \| Équipe \| Temps \| \| --------------------- \| --------------------- \| --------------------- \| ---------------------- \| --------------------- \| \| 1er \| Tadej Pogačar \| Slovénie \| UAE Team Emirates \| 4 h 14 min 26 s \| \| 2e \| Alejandro Valverde \| Espagne \| Movistar Team \| + 0 s \| \| 3e \| Dylan Teuns \| Belgique \| Bahrain McLaren \| + 0 s \| \| 4e \| Dan Martin \| Irlande \| Israel Start-Up Nation \| + 0 s \| \| 5e \| Jack Haig \| Australie \| Mitchelton-Scott \| + 0 s \| \| 6e \| Ion Izagirre \| Espagne \| Astana \| + 0 s \| \| 7e \| Rubén Fernández \| Espagne \| Fundación-Orbea \| + 0 s \| \| 8e \| Gianni Moscon \| Italie \| Team Ineos \| + 0 s \| \| 9e \| Tao Geoghegan Hart \| Royaume-Uni \| Team Ineos \| + 0 s \| \| 10e \| Greg Van Avermaet \| Belgique \| CCC Team \| + 5 s \| |                    |             |                        |                 |
| |                    |             |                        |                 |
| |                    |             |                        |                 |
| Classement de l'étape |                    |             |                        |                 |
| Coureur | Coureur            | Pays        | Équipe                 | Temps           |
| 1er | Tadej Pogačar      | Slovénie    | UAE Team Emirates      | 4 h 14 min 26 s |
| 2e | Alejandro Valverde | Espagne     | Movistar Team          | + 0 s           |
| 3e | Dylan Teuns        | Belgique    | Bahrain McLaren        | + 0 s           |
| 4e | Dan Martin         | Irlande     | Israel Start-Up Nation | + 0 s           |
| 5e | Jack Haig          | Australie   | Mitchelton-Scott       | + 0 s           |
| 6e | Ion Izagirre       | Espagne     | Astana                 | + 0 s           |
| 7e | Rubén Fernández    | Espagne     | Fundación-Orbea        | + 0 s           |
| 8e | Gianni Moscon      | Italie      | Team Ineos             | + 0 s           |
| 9e | Tao Geoghegan Hart | Royaume-Uni | Team Ineos             | + 0 s           |
| 10e | Greg Van Avermaet  | Belgique    | CCC Team               | + 5 s           |

| \| Classement général \| Classement général \| Classement général \| Classement général \| Classement général \| \| Coureur \| Coureur \| Pays \| Équipe \| Temps \| \| ------------------ \| ------------------ \| ------------------ \| ---------------------- \| ------------------ \| \| 1er \| Tadej Pogačar \| Slovénie \| UAE Team Emirates \| 8 h 22 min 09 s \| \| 2e \| Jack Haig \| Australie \| Mitchelton-Scott \| + 0 s \| \| 3e \| Alejandro Valverde \| Espagne \| Movistar Team \| + 0 s \| \| 4e \| Rubén Fernández \| Espagne \| Fundación-Orbea \| + 0 s \| \| 5e \| Dylan Teuns \| Belgique \| Bahrain McLaren \| + 0 s \| \| 6e \| Gianni Moscon \| Italie \| Team Ineos \| + 0 s \| \| 7e \| Ion Izagirre \| Espagne \| Astana \| + 0 s \| \| 8e \| Tao Geoghegan Hart \| Royaume-Uni \| Team Ineos \| + 0 s \| \| 9e \| Dan Martin \| Irlande \| Israel Start-Up Nation \| + 0 s \| \| 10e \| Matej Mohorič \| Slovénie \| Bahrain McLaren \| + 2 s \| |                    |             |                        |                 |
| |                    |             |                        |                 |
| |                    |             |                        |                 |
| Classement général |                    |             |                        |                 |
| Coureur | Coureur            | Pays        | Équipe                 | Temps           |
| 1er | Tadej Pogačar      | Slovénie    | UAE Team Emirates      | 8 h 22 min 09 s |
| 2e | Jack Haig          | Australie   | Mitchelton-Scott       | + 0 s           |
| 3e | Alejandro Valverde | Espagne     | Movistar Team          | + 0 s           |
| 4e | Rubén Fernández    | Espagne     | Fundación-Orbea        | + 0 s           |
| 5e | Dylan Teuns        | Belgique    | Bahrain McLaren        | + 0 s           |
| 6e | Gianni Moscon      | Italie      | Team Ineos             | + 0 s           |
| 7e | Ion Izagirre       | Espagne     | Astana                 | + 0 s           |
| 8e | Tao Geoghegan Hart | Royaume-Uni | Team Ineos             | + 0 s           |
| 9e | Dan Martin         | Irlande     | Israel Start-Up Nation | + 0 s           |
| 10e | Matej Mohorič      | Slovénie    | Bahrain McLaren        | + 2 s           |

### 3eétape
| \| Classement de l'étape \| Classement de l'étape \| Classement de l'étape \| Classement de l'étape \| Classement de l'étape \| \| Coureur \| Coureur \| Pays \| Équipe \| Temps \| \| --------------------- \| --------------------- \| --------------------- \| ------------------------ \| --------------------- \| \| 1er \| Dylan Groenewegen \| Pays-Bas \| Jumbo-Visma \| 3 h 54 min 16 s \| \| 2e \| Fabio Jakobsen \| Pays-Bas \| Deceuninck-Quick Step \| + 0 s \| \| 3e \| Matej Mohorič \| Slovénie \| Bahrain McLaren \| + 0 s \| \| 4e \| Davide Cimolai \| Italie \| Israel Start-Up Nation \| + 0 s \| \| 5e \| Jon Aberasturi \| Espagne \| Caja Rural-Seguros RGA \| + 0 s \| \| 6e \| Luka Mezgec \| Slovénie \| Mitchelton-Scott \| + 0 s \| \| 7e \| Amaury Capiot \| Belgique \| Sport Vlaanderen-Baloise \| + 0 s \| \| 8e \| Matteo Trentin \| Italie \| CCC Team \| + 0 s \| \| 9e \| Tom Van Asbroeck \| Belgique \| Israel Start-Up Nation \| + 0 s \| \| 10e \| Alexander Kristoff \| Norvège \| UAE Team Emirates \| + 0 s \| |                    |          |                          |                 |
| |                    |          |                          |                 |
| |                    |          |                          |                 |
| Classement de l'étape |                    |          |                          |                 |
| Coureur | Coureur            | Pays     | Équipe                   | Temps           |
| 1er | Dylan Groenewegen  | Pays-Bas | Jumbo-Visma              | 3 h 54 min 16 s |
| 2e | Fabio Jakobsen     | Pays-Bas | Deceuninck-Quick Step    | + 0 s           |
| 3e | Matej Mohorič      | Slovénie | Bahrain McLaren          | + 0 s           |
| 4e | Davide Cimolai     | Italie   | Israel Start-Up Nation   | + 0 s           |
| 5e | Jon Aberasturi     | Espagne  | Caja Rural-Seguros RGA   | + 0 s           |
| 6e | Luka Mezgec        | Slovénie | Mitchelton-Scott         | + 0 s           |
| 7e | Amaury Capiot      | Belgique | Sport Vlaanderen-Baloise | + 0 s           |
| 8e | Matteo Trentin     | Italie   | CCC Team                 | + 0 s           |
| 9e | Tom Van Asbroeck   | Belgique | Israel Start-Up Nation   | + 0 s           |
| 10e | Alexander Kristoff | Norvège  | UAE Team Emirates        | + 0 s           |

| \| Classement général \| Classement général \| Classement général \| Classement général \| Classement général \| \| Coureur \| Coureur \| Pays \| Équipe \| Temps \| \| ------------------ \| ------------------ \| ------------------ \| ------------------ \| ------------------ \| \| 1er \| Jack Haig \| Australie \| Mitchelton-Scott \| 12 h 16 min 25 s \| \| 2e \| Tadej Pogačar \| Slovénie \| UAE Team Emirates \| + 0 s \| \| 3e \| Alejandro Valverde \| Espagne \| Movistar Team \| + 0 s \| \| 4e \| Rubén Fernández \| Espagne \| Fundación-Orbea \| + 0 s \| \| 5e \| Dylan Teuns \| Belgique \| Bahrain McLaren \| + 0 s \| \| 6e \| Ion Izagirre \| Espagne \| Astana \| + 0 s \| \| 7e \| Tao Geoghegan Hart \| Royaume-Uni \| Team Ineos \| + 0 s \| \| 8e \| Matej Mohorič \| Slovénie \| Bahrain McLaren \| + 2 s \| \| 9e \| Jan Polanc \| Slovénie \| UAE Team Emirates \| + 5 s \| \| 10e \| Greg Van Avermaet \| Belgique \| CCC Team \| + 5 s \| |                    |             |                   |                  |
| |                    |             |                   |                  |
| |                    |             |                   |                  |
| Classement général |                    |             |                   |                  |
| Coureur | Coureur            | Pays        | Équipe            | Temps            |
| 1er | Jack Haig          | Australie   | Mitchelton-Scott  | 12 h 16 min 25 s |
| 2e | Tadej Pogačar      | Slovénie    | UAE Team Emirates | + 0 s            |
| 3e | Alejandro Valverde | Espagne     | Movistar Team     | + 0 s            |
| 4e | Rubén Fernández    | Espagne     | Fundación-Orbea   | + 0 s            |
| 5e | Dylan Teuns        | Belgique    | Bahrain McLaren   | + 0 s            |
| 6e | Ion Izagirre       | Espagne     | Astana            | + 0 s            |
| 7e | Tao Geoghegan Hart | Royaume-Uni | Team Ineos        | + 0 s            |
| 8e | Matej Mohorič      | Slovénie    | Bahrain McLaren   | + 2 s            |
| 9e | Jan Polanc         | Slovénie    | UAE Team Emirates | + 5 s            |
| 10e | Greg Van Avermaet  | Belgique    | CCC Team          | + 5 s            |

### 4eétape
| \| Classement de l'étape \| Classement de l'étape \| Classement de l'étape \| Classement de l'étape \| Classement de l'étape \| \| Coureur \| Coureur \| Pays \| Équipe \| Temps \| \| --------------------- \| ---------------------------- \| --------------------- \| ---------------------- \| --------------------- \| \| 1er \| Tadej Pogačar \| Slovénie \| UAE Team Emirates \| 4 h 22 min 03 s \| \| 2e \| Wout Poels \| Pays-Bas \| Bahrain McLaren \| + 6 s \| \| 3e \| Tao Geoghegan Hart \| Royaume-Uni \| Team Ineos \| + 6 s \| \| 4e \| Dan Martin \| Irlande \| Israel Start-Up Nation \| + 6 s \| \| 5e \| Jack Haig \| Australie \| Mitchelton-Scott \| + 6 s \| \| 6e \| Dylan Teuns \| Belgique \| Bahrain McLaren \| + 23 s \| \| 7e \| Ion Izagirre \| Espagne \| Astana \| + 32 s \| \| 8e \| Sander Armée \| Belgique \| Lotto-Soudal \| + 42 s \| \| 9e \| Óscar Rodríguez Garaicoechea \| Espagne \| Astana \| + 45 s \| \| 10e \| Rubén Fernández \| Espagne \| Fundación-Orbea \| + 49 s \| |                              |             |                        |                 |
| |                              |             |                        |                 |
| |                              |             |                        |                 |
| Classement de l'étape |                              |             |                        |                 |
| Coureur | Coureur                      | Pays        | Équipe                 | Temps           |
| 1er | Tadej Pogačar                | Slovénie    | UAE Team Emirates      | 4 h 22 min 03 s |
| 2e | Wout Poels                   | Pays-Bas    | Bahrain McLaren        | + 6 s           |
| 3e | Tao Geoghegan Hart           | Royaume-Uni | Team Ineos             | + 6 s           |
| 4e | Dan Martin                   | Irlande     | Israel Start-Up Nation | + 6 s           |
| 5e | Jack Haig                    | Australie   | Mitchelton-Scott       | + 6 s           |
| 6e | Dylan Teuns                  | Belgique    | Bahrain McLaren        | + 23 s          |
| 7e | Ion Izagirre                 | Espagne     | Astana                 | + 32 s          |
| 8e | Sander Armée                 | Belgique    | Lotto-Soudal           | + 42 s          |
| 9e | Óscar Rodríguez Garaicoechea | Espagne     | Astana                 | + 45 s          |
| 10e | Rubén Fernández              | Espagne     | Fundación-Orbea        | + 49 s          |

| \| Classement général \| Classement général \| Classement général \| Classement général \| Classement général \| \| Coureur \| Coureur \| Pays \| Équipe \| Temps \| \| ------------------ \| ---------------------------- \| ------------------ \| ---------------------- \| ------------------ \| \| 1er \| Tadej Pogačar \| Slovénie \| UAE Team Emirates \| 16 h 38 min 28 s \| \| 2e \| Tao Geoghegan Hart \| Royaume-Uni \| Team Ineos \| + 6 s \| \| 2e \| Jack Haig \| Australie \| Mitchelton-Scott \| + 6 s \| \| 4e \| Dan Martin \| Irlande \| Israel Start-Up Nation \| + 13 s \| \| 5e \| Dylan Teuns \| Belgique \| Bahrain McLaren \| + 23 s \| \| 6e \| Wout Poels \| Pays-Bas \| Bahrain McLaren \| + 25 s \| \| 7e \| Ion Izagirre \| Espagne \| Astana \| + 32 s \| \| 8e \| Rubén Fernández \| Espagne \| Fundación-Orbea \| + 49 s \| \| 9e \| Óscar Rodríguez Garaicoechea \| Espagne \| Astana \| + 1 min 11 s \| \| 10e \| Alejandro Valverde \| Espagne \| Movistar Team \| + 1 min 14 s \| |                              |             |                        |                  |
| |                              |             |                        |                  |
| |                              |             |                        |                  |
| Classement général |                              |             |                        |                  |
| Coureur | Coureur                      | Pays        | Équipe                 | Temps            |
| 1er | Tadej Pogačar                | Slovénie    | UAE Team Emirates      | 16 h 38 min 28 s |
| 2e | Tao Geoghegan Hart           | Royaume-Uni | Team Ineos             | + 6 s            |
| 2e | Jack Haig                    | Australie   | Mitchelton-Scott       | + 6 s            |
| 4e | Dan Martin                   | Irlande     | Israel Start-Up Nation | + 13 s           |
| 5e | Dylan Teuns                  | Belgique    | Bahrain McLaren        | + 23 s           |
| 6e | Wout Poels                   | Pays-Bas    | Bahrain McLaren        | + 25 s           |
| 7e | Ion Izagirre                 | Espagne     | Astana                 | + 32 s           |
| 8e | Rubén Fernández              | Espagne     | Fundación-Orbea        | + 49 s           |
| 9e | Óscar Rodríguez Garaicoechea | Espagne     | Astana                 | + 1 min 11 s     |
| 10e | Alejandro Valverde           | Espagne     | Movistar Team          | + 1 min 14 s     |

### 5eétape
| \| Classement de l'étape \| Classement de l'étape \| Classement de l'étape \| Classement de l'étape \| Classement de l'étape \| \| Coureur \| Coureur \| Pays \| Équipe \| Temps \| \| --------------------- \| --------------------- \| --------------------- \| ---------------------- \| --------------------- \| \| 1er \| Fabio Jakobsen \| Pays-Bas \| Deceuninck-Quick Step \| 2 h 04 min 32 s \| \| 2e \| Dylan Groenewegen \| Pays-Bas \| Jumbo-Visma \| + 0 s \| \| 3e \| John Degenkolb \| Allemagne \| Lotto-Soudal \| + 0 s \| \| 4e \| Alexander Kristoff \| Norvège \| UAE Team Emirates \| + 0 s \| \| 5e \| Iván García Cortina \| Espagne \| Bahrain McLaren \| + 0 s \| \| 6e \| Jon Aberasturi \| Espagne \| Caja Rural-Seguros RGA \| + 0 s \| \| 7e \| Jaume Sureda \| Espagne \| Burgos-BH \| + 0 s \| \| 8e \| Davide Ballerini \| Italie \| Deceuninck-Quick Step \| + 0 s \| \| 9e \| Enrique Sanz \| Espagne \| Equipo Kern Pharma \| + 0 s \| \| 10e \| Matteo Trentin \| Italie \| CCC Team \| + 0 s \| |                     |           |                        |                 |
| |                     |           |                        |                 |
| |                     |           |                        |                 |
| Classement de l'étape |                     |           |                        |                 |
| Coureur | Coureur             | Pays      | Équipe                 | Temps           |
| 1er | Fabio Jakobsen      | Pays-Bas  | Deceuninck-Quick Step  | 2 h 04 min 32 s |
| 2e | Dylan Groenewegen   | Pays-Bas  | Jumbo-Visma            | + 0 s           |
| 3e | John Degenkolb      | Allemagne | Lotto-Soudal           | + 0 s           |
| 4e | Alexander Kristoff  | Norvège   | UAE Team Emirates      | + 0 s           |
| 5e | Iván García Cortina | Espagne   | Bahrain McLaren        | + 0 s           |
| 6e | Jon Aberasturi      | Espagne   | Caja Rural-Seguros RGA | + 0 s           |
| 7e | Jaume Sureda        | Espagne   | Burgos-BH              | + 0 s           |
| 8e | Davide Ballerini    | Italie    | Deceuninck-Quick Step  | + 0 s           |
| 9e | Enrique Sanz        | Espagne   | Equipo Kern Pharma     | + 0 s           |
| 10e | Matteo Trentin      | Italie    | CCC Team               | + 0 s           |

## Classements finals

### Classement général
| \| Classement général \| Classement général \| Classement général \| Classement général \| Classement général \| \| Coureur \| Coureur \| Pays \| Équipe \| Temps \| \| ------------------ \| ---------------------------- \| ------------------ \| ---------------------- \| ------------------ \| \| 1er \| Tadej Pogačar \| Slovénie \| UAE Team Emirates \| 18 h 43 min 00 s \| \| 2e \| Jack Haig \| Australie \| Mitchelton-Scott \| + 6 s \| \| 3e \| Tao Geoghegan Hart \| Royaume-Uni \| Team Ineos \| + 6 s \| \| 4e \| Dan Martin \| Irlande \| Israel Start-Up Nation \| + 13 s \| \| 5e \| Dylan Teuns \| Belgique \| Bahrain McLaren \| + 23 s \| \| 6e \| Wout Poels \| Pays-Bas \| Bahrain McLaren \| + 25 s \| \| 7e \| Ion Izagirre \| Espagne \| Astana \| + 32 s \| \| 8e \| Rubén Fernández \| Espagne \| Fundación-Orbea \| + 49 s \| \| 9e \| Óscar Rodríguez Garaicoechea \| Espagne \| Astana \| + 1 min 11 s \| \| 10e \| Alejandro Valverde \| Espagne \| Movistar Team \| + 1 min 14 s \| \| 11e \| Gianni Moscon \| Italie \| Team Ineos \| + 1 min 19 s \| \| 12e \| Marc Soler \| Espagne \| Movistar Team \| + 1 min 22 s \| \| 13e \| James Knox \| Royaume-Uni \| Deceuninck-Quick Step \| + 1 min 22 s \| \| 14e \| Jan Polanc \| Slovénie \| UAE Team Emirates \| + 1 min 36 s \| \| 15e \| Sander Armée \| Belgique \| Lotto-Soudal \| + 1 min 43 s \| |                              |             |                        |                  |
| |                              |             |                        |                  |
| Source : ProCyclingStats |                              |             |                        |                  |
| Classement général |                              |             |                        |                  |
| Coureur | Coureur                      | Pays        | Équipe                 | Temps            |
| 1er | Tadej Pogačar                | Slovénie    | UAE Team Emirates      | 18 h 43 min 00 s |
| 2e | Jack Haig                    | Australie   | Mitchelton-Scott       | + 6 s            |
| 3e | Tao Geoghegan Hart           | Royaume-Uni | Team Ineos             | + 6 s            |
| 4e | Dan Martin                   | Irlande     | Israel Start-Up Nation | + 13 s           |
| 5e | Dylan Teuns                  | Belgique    | Bahrain McLaren        | + 23 s           |
| 6e | Wout Poels                   | Pays-Bas    | Bahrain McLaren        | + 25 s           |
| 7e | Ion Izagirre                 | Espagne     | Astana                 | + 32 s           |
| 8e | Rubén Fernández              | Espagne     | Fundación-Orbea        | + 49 s           |
| 9e | Óscar Rodríguez Garaicoechea | Espagne     | Astana                 | + 1 min 11 s     |
| 10e | Alejandro Valverde           | Espagne     | Movistar Team          | + 1 min 14 s     |
| 11e | Gianni Moscon                | Italie      | Team Ineos             | + 1 min 19 s     |
| 12e | Marc Soler                   | Espagne     | Movistar Team          | + 1 min 22 s     |
| 13e | James Knox                   | Royaume-Uni | Deceuninck-Quick Step  | + 1 min 22 s     |
| 14e | Jan Polanc                   | Slovénie    | UAE Team Emirates      | + 1 min 36 s     |
| 15e | Sander Armée                 | Belgique    | Lotto-Soudal           | + 1 min 43 s     |

### Classements annexes
| Classement de la montagne | Classement de la montagne | Classement de la montagne | Classement de la montagne | Classement de la montagne |
| Coureur                   | Coureur                   | Pays                      | Équipe                    | Points                    |
| ------------------------- | ------------------------- | ------------------------- | ------------------------- | ------------------------- |
| 1er                       | Gonzalo Serrano           | Espagne                   | Caja Rural-Seguros RGA    | 24 pts                    |
| 2e                        | Tadej Pogačar             | Slovénie                  | UAE Team Emirates         | 13 pts                    |
| 3e                        | Álvaro Cuadros            | Espagne                   | Caja Rural-Seguros RGA    | 12 pts                    |
| 4e                        | Pello Bilbao              | Espagne                   | Bahrain McLaren           | 10 pts                    |
| 5e                        | Wout Poels                | Pays-Bas                  | Bahrain McLaren           | 8 pts                     |
| 6e                        | Iván Moreno               | Espagne                   | Equipo Kern Pharma        | 6 pts                     |
| 7e                        | Tao Geoghegan Hart        | Royaume-Uni               | Team Ineos                | 6 pts                     |
| 8e                        | Giovanni Carboni          | Italie                    | Bardiani CSF Faizanè      | 6 pts                     |
| 9e                        | Alessandro De Marchi      | Italie                    | CCC Team                  | 6 pts                     |
| 10e                       | Tim Declercq              | Belgique                  | Deceuninck-Quick Step     | 5 pts                     |

| Classement de la montagne | Classement de la montagne | Classement de la montagne | Classement de la montagne | Classement de la montagne |
| Coureur                   | Coureur                   | Pays                      | Équipe                    | Points                    |
| ------------------------- | ------------------------- | ------------------------- | ------------------------- | ------------------------- |
| 1er                       | Gonzalo Serrano           | Espagne                   | Caja Rural-Seguros RGA    | 24 pts                    |
| 2e                        | Tadej Pogačar             | Slovénie                  | UAE Team Emirates         | 13 pts                    |
| 3e                        | Álvaro Cuadros            | Espagne                   | Caja Rural-Seguros RGA    | 12 pts                    |
| 4e                        | Pello Bilbao              | Espagne                   | Bahrain McLaren           | 10 pts                    |
| 5e                        | Wout Poels                | Pays-Bas                  | Bahrain McLaren           | 8 pts                     |
| 6e                        | Iván Moreno               | Espagne                   | Equipo Kern Pharma        | 6 pts                     |
| 7e                        | Tao Geoghegan Hart        | Royaume-Uni               | Team Ineos                | 6 pts                     |
| 8e                        | Giovanni Carboni          | Italie                    | Bardiani CSF Faizanè      | 6 pts                     |
| 9e                        | Alessandro De Marchi      | Italie                    | CCC Team                  | 6 pts                     |
| 10e                       | Tim Declercq              | Belgique                  | Deceuninck-Quick Step     | 5 pts                     |

| Classement du combiné | Classement du combiné | Classement du combiné | Classement du combiné | Classement du combiné |
| Coureur               | Coureur               | Pays                  | Équipe                | Points                |
| --------------------- | --------------------- | --------------------- | --------------------- | --------------------- |

| Classement du combiné | Classement du combiné | Classement du combiné | Classement du combiné | Classement du combiné |
| Coureur               | Coureur               | Pays                  | Équipe                | Points                |
| --------------------- | --------------------- | --------------------- | --------------------- | --------------------- |

| Classement du meilleur jeune | Classement du meilleur jeune | Classement du meilleur jeune | Classement du meilleur jeune | Classement du meilleur jeune |
| Coureur                      | Coureur                      | Pays                         | Équipe                       | Temps                        |
| ---------------------------- | ---------------------------- | ---------------------------- | ---------------------------- | ---------------------------- |
| 1er                          | Tadej Pogačar                | Slovénie                     | UAE Team Emirates            | 18 h 43 min 00 s             |
| 2e                           | Tao Geoghegan Hart           | Royaume-Uni                  | Team Ineos                   | + 6 s                        |
| 3e                           | Óscar Rodríguez Garaicoechea | Espagne                      | Astana                       | + 1 min 11 s                 |
| 4e                           | James Knox                   | Royaume-Uni                  | Deceuninck-Quick Step        | + 1 min 22 s                 |
| 5e                           | Jefferson Cepeda             | Équateur                     | Caja Rural-Seguros RGA       | + 2 min 58 s                 |
| 6e                           | Márton Dina                  | Hongrie                      | Kometa-Xstra                 | + 3 min 27 s                 |
| 7e                           | Jon Agirre                   | Espagne                      | Equipo Kern Pharma           | + 5 min 40 s                 |
| 8e                           | Joan Bou                     | Espagne                      | Fundación-Orbea              | + 5 min 57 s                 |
| 9e                           | Dmitri Strakhov              | Russie                       | Gazprom-RusVelo              | + 6 min 47 s                 |
| 10e                          | Luca Covili                  | Italie                       | Bardiani CSF Faizanè         | + 7 min 25 s                 |

| Classement du meilleur jeune | Classement du meilleur jeune | Classement du meilleur jeune | Classement du meilleur jeune | Classement du meilleur jeune |
| Coureur                      | Coureur                      | Pays                         | Équipe                       | Temps                        |
| ---------------------------- | ---------------------------- | ---------------------------- | ---------------------------- | ---------------------------- |
| 1er                          | Tadej Pogačar                | Slovénie                     | UAE Team Emirates            | 18 h 43 min 00 s             |
| 2e                           | Tao Geoghegan Hart           | Royaume-Uni                  | Team Ineos                   | + 6 s                        |
| 3e                           | Óscar Rodríguez Garaicoechea | Espagne                      | Astana                       | + 1 min 11 s                 |
| 4e                           | James Knox                   | Royaume-Uni                  | Deceuninck-Quick Step        | + 1 min 22 s                 |
| 5e                           | Jefferson Cepeda             | Équateur                     | Caja Rural-Seguros RGA       | + 2 min 58 s                 |
| 6e                           | Márton Dina                  | Hongrie                      | Kometa-Xstra                 | + 3 min 27 s                 |
| 7e                           | Jon Agirre                   | Espagne                      | Equipo Kern Pharma           | + 5 min 40 s                 |
| 8e                           | Joan Bou                     | Espagne                      | Fundación-Orbea              | + 5 min 57 s                 |
| 9e                           | Dmitri Strakhov              | Russie                       | Gazprom-RusVelo              | + 6 min 47 s                 |
| 10e                          | Luca Covili                  | Italie                       | Bardiani CSF Faizanè         | + 7 min 25 s                 |

| Classement par équipes | Classement par équipes | Classement par équipes | Classement par équipes |
| Équipe                 | Équipe                 | Pays                   | Temps                  |
| ---------------------- | ---------------------- | ---------------------- | ---------------------- |
| 1re                    | Bahrain McLaren        | Bahreïn                | 56 h 11 min 12 s       |
| 2e                     | CCC Team               | Pologne                | + 3 min 31 s           |
| 3e                     | Ineos                  | Royaume-Uni            | + 3 min 37 s           |
| 4e                     | Astana                 | Kazakhstan             | + 4 min 24 s           |
| 5e                     | Euskaltel-Euskadi      | Espagne                | + 4 min 52 s           |
| 6e                     | UAE Team Emirates      | Émirats arabes unis    | + 6 min 04 s           |
| 7e                     | Movistar Team          | Espagne                | + 6 min 39 s           |
| 8e                     | Lotto Soudal           | Belgique               | + 8 min 18 s           |
| 9e                     | Burgos-BH              | Espagne                | + 13 min 44 s          |
| 10e                    | AG2R La Mondiale       | France                 | + 14 min 10 s          |

| Classement par équipes | Classement par équipes | Classement par équipes | Classement par équipes |
| Équipe                 | Équipe                 | Pays                   | Temps                  |
| ---------------------- | ---------------------- | ---------------------- | ---------------------- |
| 1re                    | Bahrain McLaren        | Bahreïn                | 56 h 11 min 12 s       |
| 2e                     | CCC Team               | Pologne                | + 3 min 31 s           |
| 3e                     | Ineos                  | Royaume-Uni            | + 3 min 37 s           |
| 4e                     | Astana                 | Kazakhstan             | + 4 min 24 s           |
| 5e                     | Euskaltel-Euskadi      | Espagne                | + 4 min 52 s           |
| 6e                     | UAE Team Emirates      | Émirats arabes unis    | + 6 min 04 s           |
| 7e                     | Movistar Team          | Espagne                | + 6 min 39 s           |
| 8e                     | Lotto Soudal           | Belgique               | + 8 min 18 s           |
| 9e                     | Burgos-BH              | Espagne                | + 13 min 44 s          |
| 10e                    | AG2R La Mondiale       | France                 | + 14 min 10 s          |

## Évolution des classements
| Étape              | Vainqueur          | Classement général | Classement de la montagne | Classement du combiné | Classement des jeunes | Classement par équipes |
| ------------------ | ------------------ | ------------------ | ------------------------- | --------------------- | --------------------- | ---------------------- |
| 1                  | Dylan Groenewegen  | Dylan Groenewegen  | Cédric Beullens           | Dylan Groenewegen     | Fabio Jakobsen        | Bahrain-McLaren        |
| 2                  | Tadej Pogačar      | Tadej Pogačar      | Álvaro Cuadros            | Tadej Pogačar         | Tadej Pogačar         | Bahrain-McLaren        |
| 3                  | Dylan Groenewegen  | Jack Haig          | Álvaro Cuadros            | Dylan Groenewegen     | Tadej Pogačar         | Bahrain-McLaren        |
| 4                  | Tadej Pogačar      | Tadej Pogačar      | Gonzalo Serrano           | Tadej Pogačar         | Tadej Pogačar         | Bahrain-McLaren        |
| 5                  | Fabio Jakobsen     | Tadej Pogačar      | Gonzalo Serrano           | Tadej Pogačar         | Tadej Pogačar         | Bahrain-McLaren        |
| Classements finals | Classements finals | Tadej Pogačar      | Gonzalo Serrano           | Tadej Pogačar         | Tadej Pogačar         | Bahrain-McLaren        |